# Stanwellia taranga
Stanwellia taranga is een spinnensoort in de taxonomische indeling van de bruine klapdeurspinnen (Nemesiidae).
Stanwellia taranga werd in 1968 beschreven door Forster.